# Алістер Пірсон
Алістер Пірсон (англ. Alister Pearson) — англійський художник та ілюстратор. Він найбільш відомий своєю роботою над обкладинками романів, романів і відео «Доктор Хто».

## Кар'єра

### Доктор Хто
Пірсон народився на острові Вайт. Ще студентом він надіслав зразки обкладинок до Target Books, видавців романів «Доктор Хто». Його перша опублікована робота (ілюстрація до «Доктора Хто: Ключ до часу» Пітера Гейнінга 1984 року) була замовлена, коли він ще навчався в школі.
Пірсон навчався в художньому коледжі, покинув його лише після одного семестру, і провів наступні три роки, надаючи обкладинки «Доктора Хто» тодішньому редактору Target Найджелу Робінсону та арт-директору Майку Бретту. Його перше замовлення на обкладинку було для роману «Підводна загроза». Пірсон створив ще багато обкладинок романів, включаючи обкладинки першого видання для всіх екранізацій сьомого Доктора (за винятком Час і Рані для яких він пізніше надав обкладинку для перевидання), а також ряд обкладинок першого та другого Доктора, таких як перше видання з Край руйнування.
Пірсон продовжував створювати обкладинки для Target, у тому числі нові обкладинки для перевидань романів «Доктор Хто» — деякі з них використовували ілюстрації, оригінально намальовані для випусків BBC Video — зокрема «Неземне дитя» та «Військові ігри». Коли ряд романів закінчився, Пірсону доручили створити обкладинки для «Доктора, який сумує за пригодами»; Пірсон створив 22 з 33 обкладинок для цієї романної лінії, працюючи від початку серіалу до втрати Virgin ліцензії на видання «Доктора Хто» в 1997 році.
Робота Пірсона «Доктор Хто» не обмежувалася книгами. З 1986 по 1993 рік він створював обкладинки та розкладні постери для журналу Doctor Who Magazine і Doctor Who Classic Comics. Він також створив шістнадцять обкладинок для VHS-випусків BBC Video серіалів «Доктор Хто».
У 2005 році Пірсон надав фронтиспис для Panini Books Щорічник Доктор Хто 2006. Наступного року він створив обкладинку для збірки оповідань Доктор Хто 2007 того ж видавництва, а в наступні роки створив обкладинку для збірок оповідань Доктор Хто та Доктор Хто 2009 .

### Інша робота
Між 1993 і 1995 роками Пірсон також створив дванадцять обкладинок для серії «Пригоди Зоряного шляху» Titan Books. Були перевидання романів Зоряний шлях, спочатку випущених Bantam Books.
У 2007 році Алістер Пірсон проілюстрував обкладинку для The England Quiz Book, яку склав його давній друг і колега по «Доктор Хто», Адам Девід Пірсон (не родич), який також живе на острові Вайт.

### Ініціали
Пірсон відомий тим, що вставляв ініціали у свої роботи; його власні («AP» або «AJP»), а також друзів і колег у фандомі.